# 더 쿠리어
《더 쿠리어》(영어: The Courier)는 미국에서 제작된 하니 아부 아사드 감독의 2012년 액션 스릴러 비디오 영화이다. 제프리 딘 모건, 미키 루크 등이 출연하였고, 마이클 어라타 등이 제작에 참여하였다.

## 줄거리
배달 전문가인 일명 "쿠리어"는 악명 높은 암살자 이블 시블에게 여행 가방을 전달하는 일을 강제로 떠맡는다.

## 출연
- 제프리 딘 모건 - "더 쿠리어" / 시블 역
- 미키 루크 - 맥스웰 역: 옛 동료.
- 허차오이 - 애나 역: 스티치의 입양 딸.
- 틸 슈바이거 - 리스피 요원 역
- 릴리 테일러 - 카포 부인 역
- 미겔 퍼레어 - 카포 씨 역
- 마크 마골리스 - 스티치 역: 쿠리어의 오랜 친구.
- 톰 프록터

## 기타 제작진
- 총괄 제작: 마이클 어라타, 제프리 딘 모건
- 배역: 리사 마리 듀프리
- 미술: 톰 리사우스키
- 세트: 신시아 앤 슬러그터
- 의상: 캐럴린 에슬린
- 제작 관리: 브렌던 가스트